# Exeter (Pensylwania)
Exeter – miasto w USA, w stanie Pensylwania w hrabstwie Luzerne. Według spisu powszechnego z 2000 roku liczba mieszkańców wynosiła 5955 osób.

## Geografia
Według United States Census Bureau, miasto ma łączną powierzchnię 5,5 mil kwadratowych (14,2 km²), które stanowią w 4,2 mil2 grunty oraz 1,3 mil2 wód. Miejscowość leży na zachodnim brzegu rzeki Susquehanna, a w jego skład wchodzą wyspy Wintermoot i Scovell, jak również szereg mniejszych wysp.

## Historia
Nazwa wywodzi się od nazwy miasta Exeter w hrabstwie Devon w Anglii.

## Demografia
Według spisu powszechnego z 2000 roku, w Exeter żyło 5 955 osób, w 2 482 gospodarstwach domowych, stanowiących 1 640 rodzin. Gęstość zaludnienia wynosiła 1 278,4 osób na milę kwadratową (493,4 os./km²). W miejscowości tej było 2 641 budynków mieszkalnych, co daje średnią gęstość zabudowy 567,0 na milę kwadratową (218,8 bud./km²). Etnicznie populacja miasta stanowiła w 98,69% ludności białej, 0,49% Afroamerykanie, 0,13% rdzennych Amerykanów, 0,13% Azjatów, 0,03% innych ras i 0,52% deklarujących przynależność do dwóch lub więcej ras.
Rozkład struktury demograficznej: 
- 21,0% osoby do 18 roku życia
- 6,9% osoby między 18 a 24 rokiem życia
- 27,9% osoby między 25 a 44 rokiem życia
- 23,4% osoby między 45 a 64 rokiem życia
- 20,9% osoby w wieku 65 lat i starsze

Średnia wieku wynosi 41 lat.
Na każde 100 kobiet, przypadało 84,0 mężczyzn, natomiast w populacji powyżej 18 roku życia, wskaźnik ten wynosił 80,3.
Średni dochód gospodarstwa domowego wyniósł 31 681 dolarów. Mediana dochodu dla mężczyzn wynosiła 31 569 dolarów, a dla kobiet 21 693 dolarów. Średni dochód na osobę wynosił 16 022 dolarów.